# 哈科沃亨特區

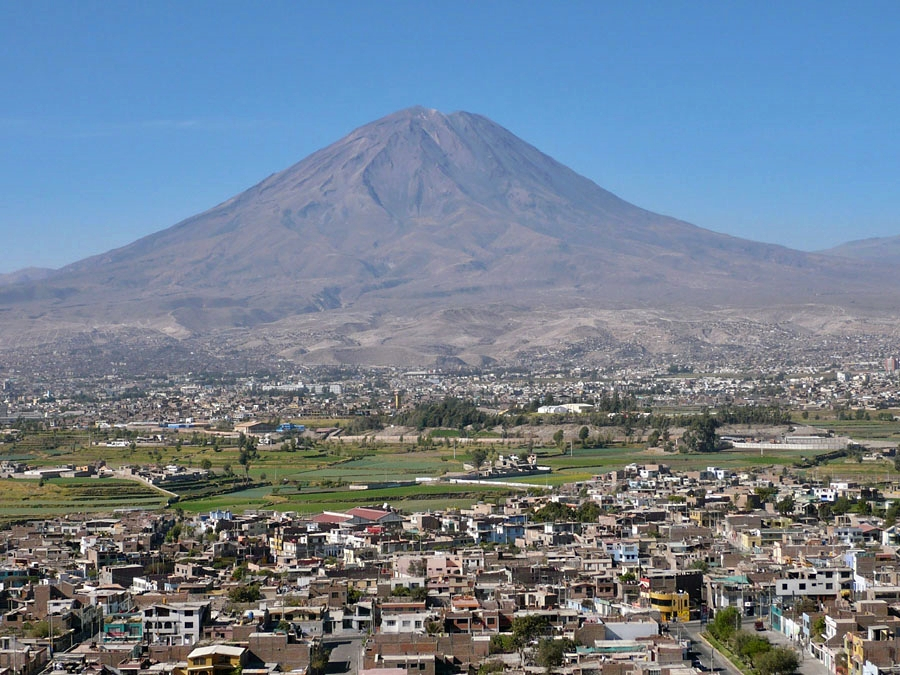

哈科沃亨特區（西班牙語：Distrito de Jacobo Hunter），是秘魯的一個區，位於該國南部阿雷基帕大區的阿雷基帕省，面積20.37平方公里，海拔高度2,250米，2005年人口46,216，人口密度每平方公里2,300人。